# Новогвинейский крылан
Новогвинейский крылан (лат. Aproteles bulmerae) — редкий вид млекопитающих из семейства крылановых (Pteropodidae). Единственный в роде новогвинейских крыланов (Aproteles). Эндемик острова Новая Гвинея. Видовое название дано в честь археолога Сьюзан Балмер, обнаружившей во время раскопок окаменелости этого вида.

## Описание
Длина тела составляет в среднем 24 см, длина хвоста — 3,2 см, размах крыльев — около 1 м, масса 600 грамм.
Голова тёмно-коричневая, брюхо коричневое, окрас спины бледнее. Внешне новогвинейский крылан отличается от Dobsonia magna большими размерами, более массивной головой и тонкой шерстью. Конфигурация крыльев обеспечивает большую манёвренность в полёте. Это один из немногих видов летучих мышей, который может парить и даже летать задом наперёд. Взрослые животные выделяют очень сильный, мускусный запах.

## Распространение
Эндемик острова Новая Гвинея. Впервые вид был описан по ископаемым остаткам, возраст которых составляет 12 000 лет. В 1975 году были обнаружены живые особи в пещере, известной как Luplupwintem, потом и в других местах. Новогвинейский крылан обитает на высоте от 1400 до 2400 м над уровнем моря.

## Образ жизни
Ведут ночной образ жизни, выбираясь из пещеры с наступлением сумерек, чтобы отправиться на поиски корма. Питаются плодами фикуса. Эхолокация развита слабее чем у насекомоядных летучих мышей, вместо этого животные полагаются больше на зрение. Обитают в известняковых пещерах в окружении горных смешанных тропических лесов. Самки становятся половозрелыми в возрасте 3-х лет. Роды происходят в апреле.

## Природоохранный статус
Вид находится на грани исчезновения, современных данных о численности вида нет, но по наблюдениям 1993 года в пещере Luplupwintem она составляла 160 особей. Местное население может добывать животных ради их мяса. Никаких мер по сохранению вида ещё не принимается.